# Laura Zanon Paladini
Laura Zanon Paladini (Venezia, 25 settembre 1845 – Milano, 28 dicembre 1919) è stata un'attrice teatrale italiana.
Attrice vernacolare in dialetto veneziano, nel 1891 entrò nella compagnia teatrale di Giacinto Gallina per poi spostarsi nella compagnia di Ferruccio Benini.
Interpretò la servetta nella commedia dell'arte.

## Filmografia parziale
- Mimì e gli straccioni (1916)